# L'Amateur de papillons
 (juin 2022).

L'Amateur de papillons est une revue entomologique traitant des lépidoptères créée par Léon Lhomme en 1922.
À partir de 1938, la revue adopte pour titre Revue française de lépidoptérologie.
À cette époque le comité de lecture est composé de Charles Boursin, Philippe Henriot, Ferdinand Le Cerf, Simon Le Marchand, Henri Stempffer et du directeur de la revue, Léon Lhomme .
À la suite du décès de Léon Lhomme, en 1949, la rédaction de la revue est poursuivie par Louis Le Charles jusqu'en 1957.